# Seznam kitajskih maršalov
Seznam kitajskih maršalov.

## Maršali oz. nosilci najvišjih kitajskih činov prejšnjih obdobij
- Čang Hsuehljang
- Lu Rongting
- Tang Jiao
- Yue Fei
- Puxian Wannu
- Čankajšek (Čjang Kajšek)

## 10 maršalov LP Kitajske, imenovanih leta 1955 (v oklepaju rang ob imenovanju; čin ukinjen 1965)
- Džu De (Zhu De) (1)
- Peng Dehuaj (2)
- Čen Ji (Chen Yi) (6)
- Luo Ronghuan (7)
- He Long (5)
- Lju Bočeng ("Enooki zmaj") (4)
- Lin Biao (3)
- Je Džjanjing (Ye Jianying) (10)
- Nje Rongdžen (Nie Rongzhen) (9)
- Šu Šuangčjan (Xu Xiangqian) (8)